# Don Shula
Donald "Don" Francis Shula (Grand River, 4 de janeiro de 1930 – Miami Lakes, 4 de maio de 2020) foi um treinador e jogador de futebol americano profissional que ficou conhecido por dirigir o Miami Dolphins, a equipe que ele levou a duas vitórias no Super Bowl e a única temporada perfeita no história da National Football League (NFL). Foi anteriormente o treinador do Baltimore Colts, com quem ganhou o campeonato da NFL de 1968. Shula estudou na Universidade John Carroll em 1951 e participou do Draft da NFL de 1951, jogou profissionalmente como defensive back no Cleveland Browns, Baltimore Colts e Washington Redskins.
Foi nomeado o Esportista do Ano de 1993 pela Sports Illustrated. Teve apenas duas temporadas perdedoras em sua carreira de 33 anos como técnico principal na NFL. Ele levou suas equipes a seis Super Bowls.
Nos últimos anos, deteve o recorde da NFL para mais vitórias como treinador principal com 347. Shula foi introduzido no Hall da Fama do Futebol Profissional em 1997.

## Primeiros anos
Shula nasceu em Grand River, Ohio, uma pequena cidade ao longo da costa do Lago Erie, na parte nordeste do estado. Seus pais, Dan e Mary, eram de origem húngara, tendo imigrado quando eram crianças. O pai de Shula, Dan, trabalhou por US $ 9 por semana em um viveiro de rosas e economizou para comprar a pequena casa onde Shula passou sua infância. A casa ficava ao lado de uma mercearia em Grand River, propriedade dos pais de Mary. Shula jogou futebol em sua vizinhança quando criança, mas seus pais o proibiram depois de ter um corte no rosto quando ele tinha 11 anos.
À medida que a família de Shula se expandia - ele tinha seis irmãos, incluindo um conjunto de trigêmeos nascidos em 1936 - seu pai conseguiu um emprego na indústria pesqueira local por US $ 15 por semana e depois trabalhou em uma fábrica de nas proximidades de Painesville. Shula frequentou a escola primária em St. Mary's, uma escola católica particular em Painesville; sua mãe era católica devota e seu pai se converteu a essa denominação quando se casaram. Mais tarde, ele estudou na Thomas W. Harvey em Painesville e jogou em seu time de futebol americano a partir de 1945. Ele não tentou vaga na equipe por causa da proibição de sua mãe e ele estava se recuperando de um ataque de pneumonia, mas um assistente do time notou-o em uma aula de ginástica e convenceu-o a participar. Shula forjou as assinaturas de seus pais para se inscrever.
Poucas semanas depois de ingressar no time, Shula jogava como halfback. Ele ajudou a liderar a equipe para um recorde de 7–3 em seu último ano. Foi a primeira vez em 18 anos que Harvey teve uma temporada de sete vitórias. A equipe teria ganho um título da liga se não tivesse perdido um jogo para Willoughby.
Enquanto Shula se preparava para se formar no ensino médio em 1947, muitos homens cujas carreiras no futebol haviam sido atrasadas pelo serviço na Segunda Guerra Mundial estavam retornando e competindo por bolsas de estudos esportivas. Como resultado, Shula foi incapaz de obter uma bolsa de estudos e contemplou trabalhar por um ano antes de ir para a faculdade. Naquele verão, no entanto, ele teve a chance de se encontrar em um posto de gasolina com Howard Bauchman, ex-técnico de futebol de Painesville, que sugeriu que ele perguntasse sobre uma bolsa de estudos na John Carroll University.
Shula recebeu uma bolsa de estudos de um ano na escola particular jesuíta University Heights, um subúrbio de Cleveland. Foi estendido a uma bolsa de estudos completa depois que Shula teve um bom desempenho em seu primeiro ano, incluindo uma vitória sobre Youngstown State em outubro de 1948. Ele correu para 175 jardas e marcou dois touchdowns. No mesmo ano, Shula considerou aderir ao sacerdócio católico depois de um retiro de três dias, mas decidiu contra isso por causa de seu compromisso com o futebol americano. Durante seu último ano em 1950, ele correu 125 jardas em uma vitória sobre Syracuse.

## Carreira como jogador
Shula se formou em 1951 em sociologia com especialização em matemática e recebeu um emprego como professor e treinador na Canton High School em Canton, Ohio por US $ 3.750 por ano (US $ 35.356 em 2018). O Cleveland Browns da National Football League, no entanto, o selecionou na nona rodada do draft de 1951. Shula assinou um contrato de $ 5.000 por ano e jogou como back defensivo ao lado de Warren Lahr e Tommy James.
Shula jogou em todos os doze jogos do Cleveland em 1951, fazendo sua primeira aparição como titular em outubro e registrou quatro interceptações. Os Browns, enquanto isso, terminaram com um recorde de 11-1 e avançaram para a Final do campeonato pelo segundo ano consecutivo. A equipe perdeu o jogo por 24-17 para o Los Angeles Rams em Los Angeles.

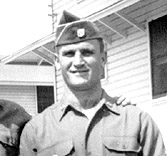
Shula serviu por 11 meses na Guarda Nacional de Ohio em 1952 durante a Guerra da Coréia

Shula era membro de uma unidade da Guarda Nacional de Ohio que foi ativada em janeiro do ano seguinte, em meio à Guerra da Coréia. O serviço militar em Ohio e em Fort Polk, na Louisiana, manteve Shula longe do futebol até que a unidade foi desativada em novembro. Voltando aos Browns, Shula assinou um contrato de $ 5.500 por ano e jogou em cinco jogos no final da temporada, tendo se tornado titular em tempo integral por causa de lesões de outros jogadores. Os Browns novamente avançaram para a final do campeonato e novamente perderam, desta vez para o Detroit Lions.
No início de 1953, os Browns trocaram Shula e oito outros jogadores com o Baltimore Colts em troca de cinco jogadores dos Colts. Antes de ingressar no Baltimore, Shula concluiu um mestrado em educação física na Case Western Reserve University em Cleveland.
Shula assinou um contrato de US $ 6.500 por ano com Baltimore, que estava se preparando para sua primeira temporada depois de se mudar de Dallas, onde a franquia fora chamada Dallas Texans. Os Colts terminaram com um recorde de 3-9 em 1953, apesar de liderar a NFL em takeaways defensivos, incluindo três interceptações por Shula. Baltimore continuou a lutar no ano seguinte mas terminou novamente com um recorde de 3-9, apesar de Shula ter cinco interceptações.
Shula teve cinco interceptações novamente em 1955, mas o Colts terminou com um recorde de 5-6-1. Shula perdeu os últimos três jogos da temporada por causa de uma mandíbula quebrada sofrida em um empate de 17-17 contra o Los Angeles Rams. Ewbank trouxe o futuro quarterback do Pro Football Hall of Fame, Johnny Unitas como reserva em 1956, mas os Colts conseguiram um recorde de derrotas, mesmo depois de ele ter virado titular. Shula teve apenas uma interceptação naquele ano. Os Colts dispensaram Shula no final da temporada de 1957 e o Washington Redskins o contrataram. Shula passou uma temporada com os Redskins antes de se aposentar.
Em suas sete temporadas na NFL, ele jogou em 73 jogos, interceptou 21 passes e recuperou quatro fumble.

## Carreira como treinador

### Primeiros anos (1958-1962)
Shula conseguiu seu primeiro emprego de treinador pouco depois de terminar sua carreira de jogador, assinando como assistente na Universidade da Virgínia sob o comando de Dick Voris em fevereiro de 1958, antes de ser assistente na Universidade Estadual de Iowa. Virginia terminou com um recorde de 1-9 naquele ano. Shula se casou no verão antes da temporada com Dorothy Bartish, eles começaram a namorar depois de se formar em John Carroll; ela estava trabalhando como professora no Havaí quando ele fez o pedido de casamento.
Depois de uma temporada na Virgínia, Shula mudou-se para um trabalho de assistente técnico na Universidade do Kentucky em 1959, sob o comando do treinador Blanton Collier. Depois de uma temporada no Kentucky, Shula conseguiu seu primeiro emprego na NFL como coordenador defensivo do Detroit Lions em 1960. Os Lions conquistou recordes em cada uma das três temporadas de Shula sob o comando do técnico George Wilson e terminou em segundo lugar na NFL West em 1961 e 1962. A defesa de Detroit estava perto do topo da liga em pontos permitidos e liderou a liga em jardas cedidas, com 3.217. A defesa de Detroit contou com um grupo de defensores apelidado de "Foursome Foursome" em 1962.

### Baltimore Colts (1963–1969)
Weeb Ewbank, com quem Shula trabalhou em Cleveland e Baltimore, foi demitido como técnico principal do Baltimore Colts em 1963, após uma série de derrotas e desacordos sobre a estratégia e organização da equipe. O dono dos Colts, Carroll Rosenbloom, imediatamente nomeou Shula como o novo treinador da equipe. Shula tinha apenas 33 anos de idade, tornando-se o mais jovem treinador da história da liga na época, mas Rosenbloom estava familiarizado com sua personalidade e abordagem de jogo. Rosenbloom disse sentiu que isso traria uma sensação de espírito de equipe para os Colts, Shula era apenas um jogador médio, ele "sempre ... tirava fotos, falava sobre futebol", disse Rosenbloom. "Ele sempre quis treinar".
Shula perdeu seu primeiro jogo na temporada regular, em 15 de setembro contra os Giants. Os Colts terminaram a temporada com um recorde de 8-6 no terceiro lugar no NFL West. A equipe ainda era liderada por Unitas, que foi companheiro de equipe de Shula durante seu último ano como jogador em Baltimore e ajudou os Colts a vencer os campeonatos de 1958 e 1959.
Shula orientou a equipe para um recorde de 12-2 em seu segundo ano como técnico. Isso colocou os Colts no topo da NFL West e ganhou um lugar na Final da NFL contra os Browns. Os Colts eram considerados favoritos até mesmo por jornalistas esportivos em Cleveland, devido em grande parte ao seu forte corpo de recebedores e ao Unitas, que tinha 2.824 jardas de passes e ganhou o prêmio de Jogador Mais Valioso da NFL. Os Colts, no entanto, perderam para os Browns por 27-0. Apesar da derrota, Shula ganhou o Prêmio de Treinador do Ano da NFL.
Os Colts tiveram um recorde de 10–3‑1 no final da temporada de 1965, indo para os playoff e chegando a Final do campeonato. Eles perderam para os Packers treinados por Vince Lombardi por 13-10.
Os Colts cairam para o segundo lugar da NFL West na temporada seguinte, o primeiro ano que um Super Bowl foi disputado entre o campeão da NFL e o vencedor da rival American Football League. Em 1967, os Colts novamente não conseguiram chegar aos playoffs apesar de um recorde de 11-1 na temporada regular, perdendo a recém-criada Coastal Division em um tiebreaker com o Los Angeles Rams porque os Rams marcaram mais pontos nos jogos entre os dois. Embora a temporada tenha terminado em decepção, Shula ganhou seu segundo prêmio de Treinador do Ano e Unitas foi novamente o MVP da liga.
Antes da temporada de 1968 começar, Unitas machucou o cotovelo e foi substituído por Earl Morrall. As expectativas para Morrall eram baixas, mas o quarterback veterano levou os Colts a uma série de vitórias no início da temporada. Shula tentou botar Unitas de volta à formação inical, mas a lesão do quarterback se agravou em um jogo contra o Cleveland que acabou sendo a única derrota de Baltimore na temporada, que terminou com um recorde de 13-1. Os Colts venceram o Minnesota Vikings no jogo da Conferência Oeste e depois bateu os Browns por 34-0 na Final da NFL na semana seguinte. Isso configurou um confronto com o New York Jets no Super Bowl III. Os Jets foram liderados pelo quarterback Joe Namath mas Nova York ganhou o jogo por 16-7.
Shula passou mais uma temporada como treinador dos Colts que terminou com um recorde de 8-5-1 e não foi para os playoffs. Ele compilou um registro de 71–23–4 em sete temporadas com Baltimore, mas foi apenas 2–3 na pós-temporada, incluindo derrotas na Final da NFL de 1964 e no Super Bowl III, onde os Colts eram grandes favoritos.

### Miami Dolphins (1970–1995)
Depois da temporada de 1969, Joe Robbie, proprietário do Miami Dolphins, contratou Shula para ser o treinador principal de Miami. Como resultado da assinatura de Shula, a equipe foi acusada de adulteração pela NFL, o que obrigou os Dolphins a dar sua primeira rodada para os Colts. A decisão foi controversa porque as negociações e assinaturas de Shula foram conduzidas antes e depois da fusão oficial da NFL/AFL, respectivamente. Se as negociações tivessem sido concluídas antes da fusão, enquanto a NFL e a AFL eram rivais, as regras anti-subversão da NFL não poderiam ter sido aplicadas.
As equipes de Shula em Miami eram conhecidas por suas ótimas linhas ofensivas (lideradas por Larry Little, Jim Langer e Bob Kuechenberg), fortes jogos de corrida (com Larry Csonka, Jim Kiick e Mercury Morris), sólidos quarterbacks (Bob Griese e Earl Morrall) excelentes receptores (Paul Warfield, Howard Twilley e Jim Mandich) e uma defesa que funcionou bem como uma unidade coesa. Os Dolphins eram conhecidos como "The No-Name Defense".
Em 1972, os Dolphins estavam invictos na temporada regular, 14-0-0. Eles varreram os playoffs e terminaram com 17–0–0.
Suas equipes do Super Bowl em 1971, 1972, 1973 e 1982 foram influenciadas por uma estratégia ofensiva e uma defesa dominante. Em 1983, pouco depois de perder o Super Bowl XVII para o Washington Redskins, os Dolphins selecionaram o quarterback Dan Marino vindo da Universidade de Pittsburgh. Marino ganhou o cargo de titular na metade da temporada regular de 1983 e, em 1984, os Dolphins estavam de volta ao Super Bowl, em grande parte devido ao recorde de Marinho de 5.084 jardas pelo ar e 48 passes para touchdown.
Apesar de todo o seu sucesso, a vitória do Dolphins em janeiro de 1974 no Super Bowl sobre o Minnesota Vikings foi o último título de Shula. Apesar do sucesso consistente na temporada regular, Shula foi incapaz de vencer na pós-temporada, falhando em 12 viagens para os playoffs - incluindo mais duas aparições no Super Bowl - antes de se aposentar após a temporada de 1995.
Sua aposentadoria após essa temporada regular terminou um dos maiores legados na história da NFL. Ele estabeleceu inúmeros recordes em suas 33 temporadas como treinador principal. Ele é o primeiro em mais jogos treinados (526), mais temporadas consecutivas (33) e mais jogos de Super Bowl - seis, aparecendo uma vez com o Baltimore Colts e cinco vezes com o Miami Dolphins. Shula teve um recorde de 2-4 em suas aparições no Super Bowl.
Shula era o treinador principal do Miami Dolphins de 1972, que terminou em 17-0 e venceu o Super Bowl VII por 14-7 sobre o Washington Redskins. A equipe de 1973 de Shula foi bi-campeão da NFL, vencendo o Super Bowl de 1974 contra o Minnesota Vikings. Na temporada seguinte, os Dolphins tiveram a chance de ganhar um terceiro título em três anos, mas perderam para o Oakland Raiders por 28-26 em um jogo da divisão AFC em um dos playoffs mais populares já jogados. A equipe do Dolphins foi dizimada na temporada seguinte pela criação da agora extinta World Football League e por sua incapacidade de igualar as ofertas de contrato para três de seus principais craques como: Larry Csonka, Jim Kiick e Paul Warfield. A franquia nunca conseguiu repetiu o sucesso de 1971-74.

## Pós-carreira

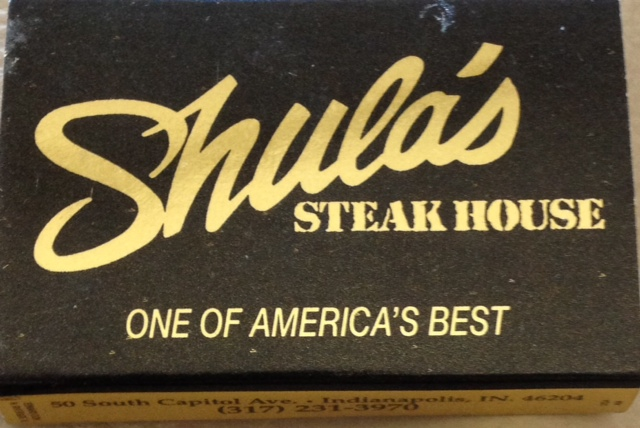
Matchbook da churrascaria de Shula em Indianapolis por volta de 1990

Na aposentadoria, Shula emprestou seu nome a uma cadeia de churrascarias, a Shula's Steakhouse, e uma linha de condimentos. Ele apareceu nos comerciais da NutriSystem com Dan Marino e outros ex-jogadores da NFL.
Shula também tem um hotel em Miami Lakes, Flórida, que abriga o Original Shula's Steak House, o The Senator Course no Shula's Golf Club, o The Spa at Shula's e o Shula's Athletic Club. O hotel tem 205 quartos e é especializado em viagens esportivas universitárias e profissionais.
Em 1999, Shula foi homenageado com o "Lombardi Award of Excellence" da Vince Lombardi Cancer Foundation. O prêmio foi criado para homenagear o legado do técnico Vince Lombardi e é concedido anualmente a um indivíduo que exemplifica o espírito do técnico.
Em 2003, em San Diego, no Super Bowl XXXVII, Shula realizou o cara ou coroa antes do jogo.
Como parte de uma campanha de conscientização pública do governo, ele foi o primeiro americano a se inscrever nos benefícios do plano de prescrição de medicamentos do Medicare Part D, matriculando-se logo após a meia-noite de 15 de novembro de 2005.
Em 2007, em Miami no Super Bowl XLI, Shula participou da apresentação do Troféu Vince Lombardi. Em 25 de março de 2007, Shula apresentou a taça a Tiger Woods, vencedor do Torneio de Golfe WGC-CA 2007, realizado no Doral Resort em Miami. Em 3 de fevereiro de 2008, ele participou da abertura do Super Bowl XLII.
Em 2011, ele recebeu a Medalha de Honra da Ilha Ellis em reconhecimento aos seus esforços humanitários.
Na John Carroll University, ele dotou a cadeira Don Shula em Filosofia, que apoia o Departamento de Filosofia, apresentando programas de interesse para os filósofos e para o público em geral.

## Vida pessoal e morte

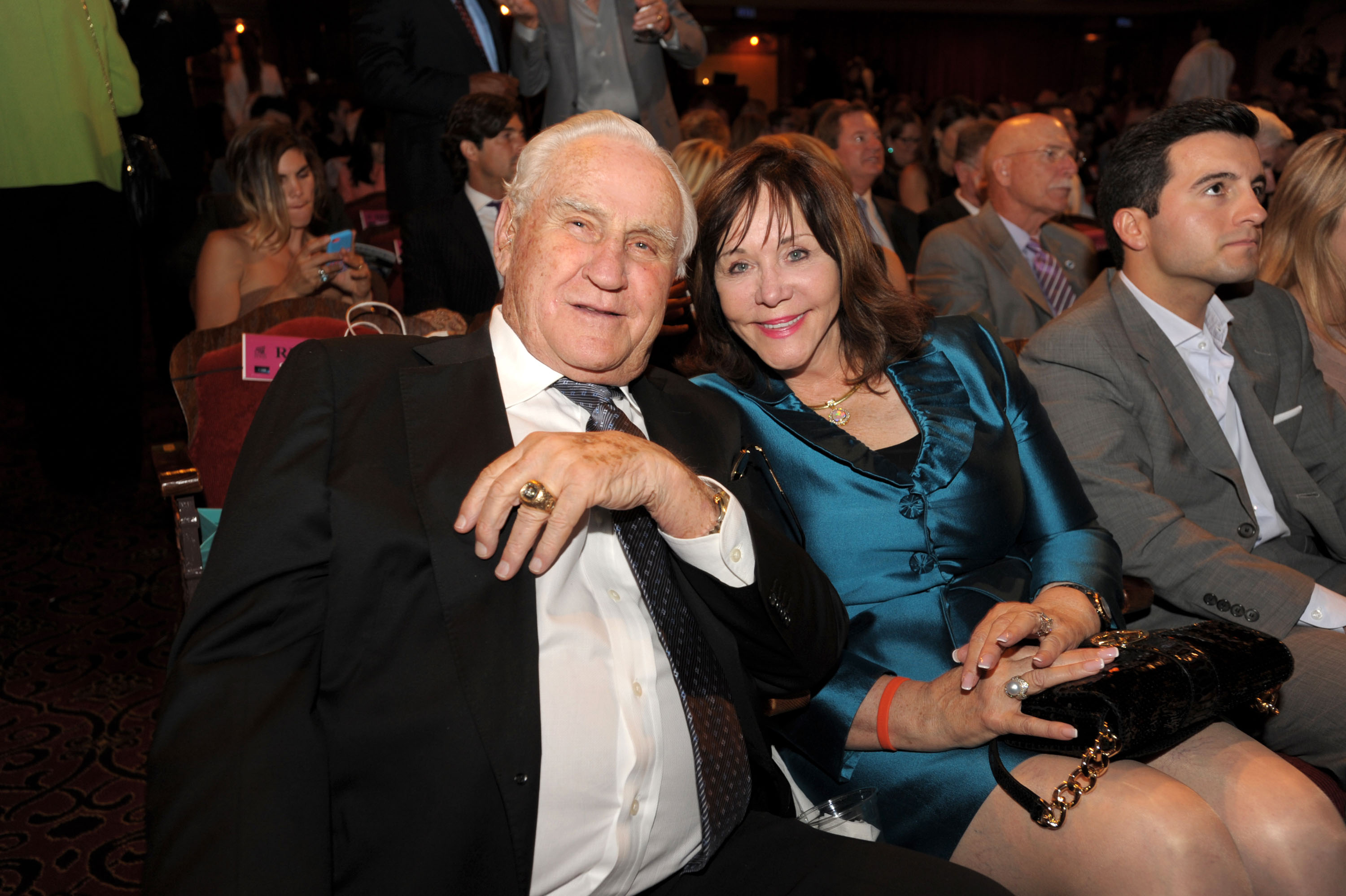
Don e Mary Anne Shula no Festival Internacional de Cinema de Miami de 2014

Shula casou-se com Dorothy Bartish em Painesville em 19 de julho de 1958. Eles tiveram cinco filhos: Dave Shula (28 de maio de 1959), Donna (28 de abril de 1961), Sharon (30 de junho de 1962) e Anne (7 de maio de 1964) e Mike Shula (nascido em 3 de junho de 1965). Dorothy morreu de câncer de mama em 25 de fevereiro de 1991. Naquele mesmo ano, foi fundada a Fundação Don Shula para Pesquisa sobre o Câncer de Mama.
Ele se casou com Mary Anne Stephens em 16 de outubro de 1993. Em 25 de novembro de 1996, ele foi adicionado ao Miami Dolphin Honor Roll. Em 2007, anúncios do NutriSystem voltados para pessoas com 60 anos ou mais. Eles moram em Indian Creek, na Flórida, onde Mary Anne recebeu seu acordo de divórcio de seu terceiro marido, o banqueiro de investimentos Jackson Stephens.
Shula era profundamente religioso durante toda a sua vida. Ele disse em 1974, no auge de sua carreira de treinador, que participava da missa todas as manhãs. Shula considerou-se uma vez um padre católico, mas decidiu que não poderia comprometer-se a ser sacerdote e treinador.
Morreu no dia 4 de maio de 2020, aos 90 anos.

## Legado

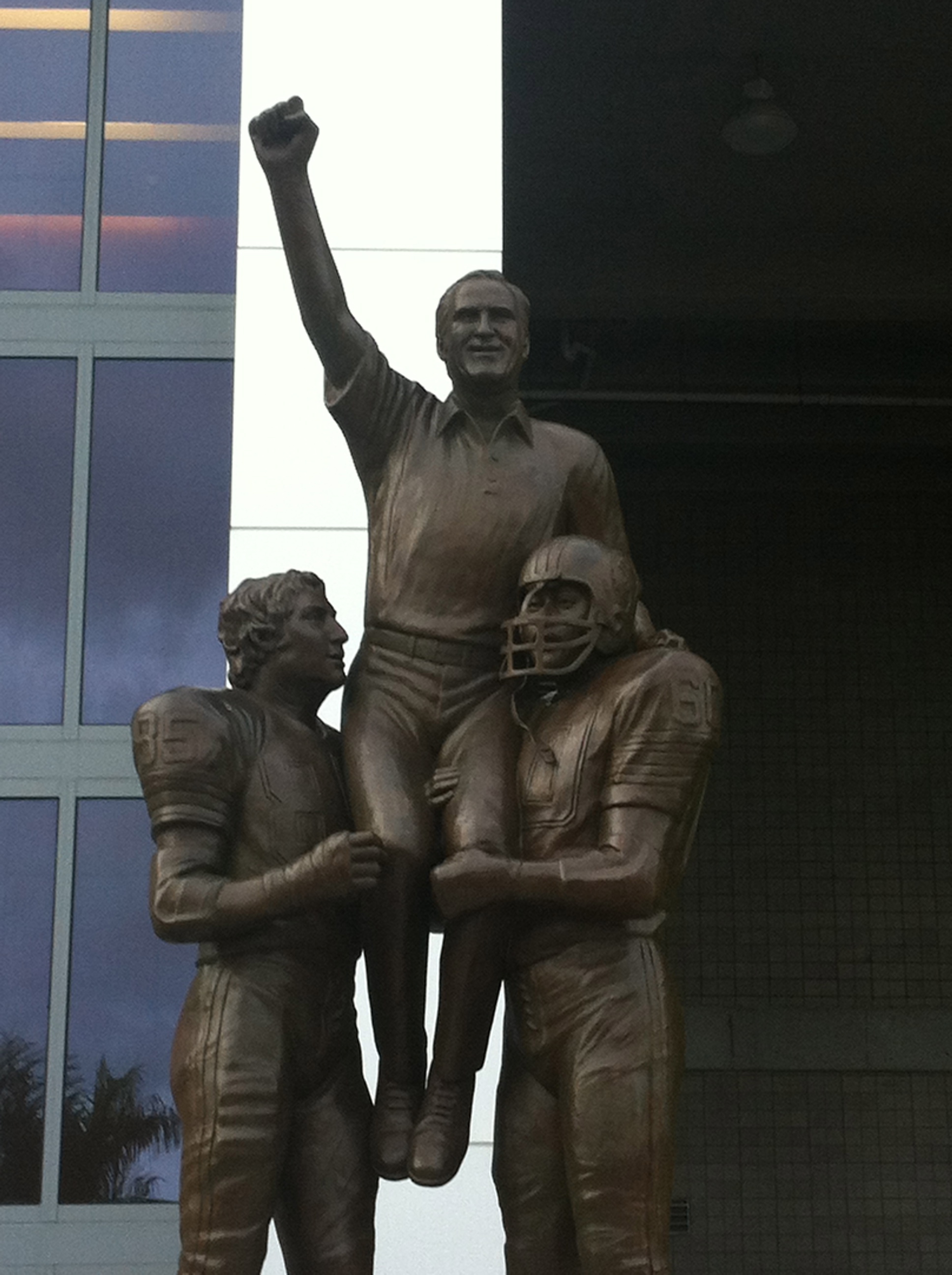
Uma estátua de Shula no lado de fora do Hard Rock Stadium

Shula estabeleceu inúmeros recordes em suas 33 temporadas como treinador principal. Ele é o líder de todos os tempos em vitórias com 347. Ele é o primeiro em mais jogos treinados (526), mais temporadas treinadas (33) e mais derrotas no Super Bowl (quatro - empatadas com Bud Grant, Dan Reeves e Marv Levy) . Suas equipes ganharam sete títulos da conferência da NFL: 1964, 1968, 1971-73, 1982 e 1984.
As equipes de Shula estavam consistentemente entre as menos penalizadas na NFL e Shula atuou no Comitê de Regras, para ajudar a mudar o jogo. Ele teve um recorde de vitórias contra quase todos os treinadores que enfrentou, com várias exceções: Levy, contra quem ele tinha 5–14 na temporada regular e 0-3 nos playoffs; John Madden, contra quem ele teve 2–2 na temporada regular e 1–2 nos playoffs para um total de 3-4; e Bill Cowher, contra quem Shula teve 1-2 no final de sua carreira. Don Shula também perdeu contra Tom Flores (1-6), Raymond Berry (3-8), Walt Michaels (5-7-1) e Vince Lombardi (5-8).
Shula também teve a distinção de treinar cinco quarterbacks diferentes para as aparições no Super Bowl (Johnny Unitas e Earl Morrall em 1968, Bob Griese em 1971, 1972 e 1973, David Woodley em 1982 e Dan Marino em 1984), três deles (Unitas, Griese e Marino) foram para o Hall da Fama. Ele também treinou Johnny Unitas para outra aparição na Final da NFL (na era pré-Super Bowl) em 1964. O único outro treinador da NFL a chegar perto dessa marca é Joe Gibbs, que chegou a quatro Super Bowls com três quarterbacks diferentes (Joe Theismann, Doug Williams e Mark Rypien), vencendo três vezes.
Shula foi homenageado no Don Shula Stadium, na Universidade John Carroll, e na Don Shula Expressway, em Miami. Um jogo de futebol americano universitário anual entre Florida Atlantic University e a Florida International University são nomeadas como Shula Bowl em sua homenagem. O vencedor do jogo recebeu um troféu de viagem chamado Don Shula Award. Em 31 de janeiro de 2010, uma estátua dele foi revelada no Hard Rock Stadium.

## Estatisticas
| Time      | Ano       | Temporada Regular | Temporada Regular | Temporada Regular | Temporada Regular | Temporada Regular        | Pós-Temporada | Pós-Temporada | Pós-Temporada | Pós-Temporada                                                                    |
| Time      | Ano       | Vit               | Der               | Emp               | %                 | Classificação            | Vit           | Der           | %             | Resultado                                                                        |
| --------- | --------- | ----------------- | ----------------- | ----------------- | ----------------- | ------------------------ | ------------- | ------------- | ------------- | -------------------------------------------------------------------------------- |
| BAL       | 1963      | 8                 | 6                 | 0                 | .571              | 3º na Western Conference | —             | —             | —             | —                                                                                |
| BAL       | 1964      | 12                | 2                 | 0                 | .857              | 1ª na Western Conference | 0             | 1             | .000          | Perdeu para o Cleveland Browns na Final da NFL                                   |
| BAL       | 1965      | 10                | 3                 | 1                 | .769              | 2º na Western Conference | 0             | 1             | .000          | Perdeu para o Green Bay Packers na Western Conference.                           |
| BAL       | 1966      | 9                 | 5                 | 0                 | .643              | 2º na Western Conference | —             | —             | —             | —                                                                                |
| BAL       | 1967      | 11                | 1                 | 2                 | .917              | 2º na Coastal Division   | —             | —             | —             | —                                                                                |
| BAL       | 1968      | 13                | 1                 | 0                 | .929              | 1ª na Coastal Division   | 2             | 1             | .667          | Ganhou a Final da NFL de 1968 mas perdeu para o New York Jets no Super Bowl III. |
| BAL       | 1969      | 8                 | 5                 | 1                 | .615              | 2º na Coastal Division   | —             | —             | —             | —                                                                                |
| BAL Total | BAL Total | 71                | 23                | 4                 | 75,5%             |                          | 2             | 3             | 40%           |                                                                                  |
| MIA       | 1970      | 10                | 4                 | 0                 | .714              | 2º na AFC East           | 0             | 1             | .000          | Perdeu para o Oakland Raiders na AFC Divisional Game.                            |
| MIA       | 1971      | 10                | 3                 | 1                 | .769              | 1ª na AFC East           | 2             | 1             | .667          | Perdeu para o Dallas Cowboys no Super Bowl VI.                                   |
| MIA       | 1972      | 14                | 0                 | 0                 | 1.000             | 1ª na AFC East           | 3             | 0             | 1.000         | Campeão do Super Bowl VII.                                                       |
| MIA       | 1973      | 12                | 2                 | 0                 | .857              | 1ª na AFC East           | 3             | 0             | 1.000         | Campeão do Super Bowl VIII.                                                      |
| MIA       | 1974      | 11                | 3                 | 0                 | .786              | 1ª na AFC East           | 0             | 1             | .000          | Perdeu para o Oakland Raiders no AFC Divisional Game.                            |
| MIA       | 1975      | 10                | 4                 | 0                 | .714              | 2º na AFC East           | —             | —             | —             | —                                                                                |
| MIA       | 1976      | 6                 | 8                 | 0                 | .429              | 3º na AFC East           | —             | —             | —             | —                                                                                |
| MIA       | 1977      | 10                | 4                 | 0                 | .714              | 2º na AFC East           | —             | —             | —             | —                                                                                |
| MIA       | 1978      | 11                | 5                 | 0                 | .688              | 2º na AFC East           | 0             | 1             | .000          | Perdeu para o Houston Oilers no Wild-Card.                                       |
| MIA       | 1979      | 10                | 6                 | 0                 | .625              | 1ª na AFC East           | 0             | 1             | .000          | Perdeu para o Pittsburgh Steelers no AFC Divisional Game.                        |
| MIA       | 1980      | 8                 | 8                 | 0                 | .500              | 3º na AFC East           | —             | —             | —             | —                                                                                |
| MIA       | 1981      | 11                | 4                 | 1                 | .733              | 1ª na AFC East           | 0             | 1             | .000          | Perdeu para o San Diego Chargers no AFC Divisional Game.                         |
| MIA       | 1982*     | 7                 | 2                 | 0                 | .778              | 1ª na AFC East           | 3             | 1             | .750          | Perdeu para o Washington Redskins no Super Bowl XVII.                            |
| MIA       | 1983      | 12                | 4                 | 0                 | .750              | 1ª na AFC East           | 0             | 1             | .000          | Perdeu para o Seattle Seahawks no AFC Divisional Game.                           |
| MIA       | 1984      | 14                | 2                 | 0                 | .875              | 1ª na AFC East           | 2             | 1             | .667          | Perdeu para o San Francisco 49ers no Super Bowl XIX.                             |
| MIA       | 1985      | 12                | 4                 | 0                 | .750              | 1ª na AFC East           | 1             | 1             | .500          | Perdeu para o New England Patriots no AFC Championship Game.                     |
| MIA       | 1986      | 8                 | 8                 | 0                 | .500              | 3º na AFC East           | —             | —             | —             | —                                                                                |
| MIA       | 1987      | 8                 | 7                 | 0                 | .533              | 3º na AFC East           | —             | —             | —             | —                                                                                |
| MIA       | 1988      | 6                 | 10                | 0                 | .375              | 5th in AFC East          | —             | —             | —             | —                                                                                |
| MIA       | 1989      | 8                 | 8                 | 0                 | .500              | 2º na AFC East           | —             | —             | —             | —                                                                                |
| MIA       | 1990      | 12                | 4                 | 0                 | .750              | 2º na AFC East           | 1             | 1             | .500          | Perdeu para o Buffalo Bills no AFC Divisional Game.                              |
| MIA       | 1991      | 8                 | 8                 | 0                 | .500              | 3º na AFC East           | —             | —             | —             | —                                                                                |
| MIA       | 1992      | 11                | 5                 | 0                 | .688              | 1ª na AFC East           | 1             | 1             | .500          | Perdeu para o Buffalo Bills no AFC Championship Game.                            |
| MIA       | 1993      | 9                 | 7                 | 0                 | .563              | 2º na AFC East           | —             | —             | —             | —                                                                                |
| MIA       | 1994      | 10                | 6                 | 0                 | .625              | 1ª na AFC East           | 1             | 1             | .500          | Perdeu para o San Diego Chargers no AFC Divisional Game.                         |
| MIA       | 1995      | 9                 | 7                 | 0                 | .563              | 3º na AFC East           | 0             | 1             | .000          | Perdeu para o Buffalo Bills no AFC Wild-Card Game.                               |
| MIA Total | MIA Total | 257               | 133               | 2                 | 65,9%             |                          | 17            | 14            | 54,8%         |                                                                                  |
| Total     | Total     | 328               | 156               | 6                 | 67,8%             |                          | 19            | 17            | 52,8%         |                                                                                  |

* A greve de jogadores durou 57 dias e reduziu a temporada de 1982 para 9 jogos.